# カール＝テオドール・ツー・グッテンベルク
カール＝テオドール・マリア・ニコラウス・ヨーハン・ヤーコプ・フィリップ・フランツ・ヨーゼフ・ジルヴェスター・ブール＝フライヘア・フォン・ウント・ツー・グッテンベルク（ドイツ語: Karl-Theodor Maria Nikolaus Johann Jacob Philipp Franz Joseph Sylvester Buhl-Freiherr von und zu Guttenberg, 1971年12月5日‐）は、ドイツの政治家。所属政党はキリスト教社会同盟（CSU）。2009年2月より第1次メルケル内閣で経済・科学技術相を、同年10月より国防相を務めたが、博士論文盗用が明るみに出て2011年3月に辞任した。

## 経歴

### 家族と生い立ち
バイエルン州ミュンヘン生まれ。姓の一部のフライヘア（Freiherr、「男爵」）が示すように、フランケン地方の貴族の家系の出身である。祖父カール・テオドールは1967年から69年までクルト・ゲオルク・キージンガー内閣の首相府政務次官を務めた政治家、父エノッホは指揮者である。母も伯爵家の出身だが、1977年に父と離婚、1985年にヨアヒム・フォン・リッベントロップの息子と再婚した。
1991年にアビトゥーアに合格後、兵役に従事、予備役下士官となる。大学で法学と政治学を学び、司法試験に合格。2007年に憲法に関する論文で法学博士号を取得。その一方1994年から一族の経営する会社に参画し、経営責任者となった。また1996年から2002年まで、病院の監査役を務める。2000年にビスマルク＝シェーンハウゼン伯爵家の娘（オットー・フォン・ビスマルクの玄孫）と結婚し、二女をもうけている。

### 政治活動
グッテンベルクはバイエルン州のユンゲ・ウニオン（ドイツキリスト教民主同盟=CDUの青年団体）に参加、2008年まで同団体の地区代表を務める。2002年からクルムバッハ郡議会議員を務め、またドイツ連邦議会選挙に初当選した2002年からクルムバッハ地区のCSU代表団入り。2007年12月、周囲の予測に反してCSUオーバーフランケン地区の代表に選出され、CSU執行部入り。CSU外交委員会委員長。CDU/CSU議員団軍縮政策担当スポークスマン。ドイツ・イギリス友好議員連盟代表。バイエルン州議会選挙後の2008年11月からCSU事務局長。

### 大臣職
連邦経済相ミヒャエル・グロースが突然辞意を表明した2009年2月、その後任として第1次メルケル内閣に入閣した。37歳での経済相就任はドイツ連邦共和国史上最年少である。オペル社救済問題では親会社であるゼネラルモーターズのあるアメリカ合衆国を訪問して交渉に当たり、注目を集めた。第2次メルケル内閣が成立した同年10月に、辞職した前任者を引き継いで国防相に転じた。これもドイツ連邦共和国史上最年少での国防相就任となる。
2009年9月27日に投開票された2009年ドイツ連邦議会選挙では68%もの票を集めてトップ当選。これは全議員の中でも最高水準であり、南ドイツ新聞は「得票王」との見出しを付けた。公共放送局のZDFが2009年10月末に実施した世論調査では、メルケル首相やペール・シュタインブリュック元財務相を抑え「最も評価が高い政治家」に選ばれる。メルケルの有力後継候補とも見られたが、2011年になって2007年にバイロイト大学に提出した博士論文に既存の論文などからの盗用疑惑が持ち上がり、国防相辞任を求める声が野党から上がった。バイロイト大学より博士号を剥奪され、3月1日には混乱の責任を取り辞表を提出した。
同時にドイツ連邦議会議員も辞職した。国防相時代には財政難を背景に徴兵制度の見直し（実質的な廃止）の推進を行なった。

### 退任後
博士論文盗用疑惑を受け、著作権侵害の容疑でホーフ地方検察局による捜査が行われた。グッテンベルク自身は家族とともに7月にアメリカ合衆国コネチカット州に移住し、9月からワシントンD.C.にあるシンクタンク・戦略国際問題研究所の無給職に招かれたと報じられている。

## 人物
きっちり手入れされた髪型に笑顔、スマートな身のこなしに貴族という出自もあってドイツ国内でもファンが多い。
子供の頃から6億ユーロ相当もの資産を運用していた。